# Cuven
Cuven est un nom de famille peu répandu dans le monde, et ayant vu le jour dans le Finistère. Il s'agirait d'un ancien nom en breton (Cuman correspondant à la racine cum = doux, débonnaire). 
Aujourd'hui, la plupart des personnes possédant ce nom sont originaires des départements de l'Eure et des Côtes-d'Armor[réf. nécessaire]. 

## Histoire
Le nom de famille Cuven apparaît pour la première fois dans le Finistère dans les années 1700. Très rare, ce nom de famille est tout de même porté par des gens ayant occupés des postes importants comme Eugène Cuven. 
Le premier recensement de ce nom est réalisé en 1718, au nom de Henri Cuven. À cette époque, ce nom n'est pas si rare, il disparaît avec le temps.
Aujourd'hui, ce nom n'est plus très répandu :
|                                                   | 1891-1990                                                                 |
| ------------------------------------------------- | ------------------------------------------------------------------------- |
| Nombres de naissance dans différents départements | Côtes-d'Armor : 33 naissances - Eure : 9 naissances - Orne : 2 naissances |

## Personnalités portant ce nom
- Eugène Cuven, homme politique français né le 24 mai 1875 à Saint-Mayeux.
- Joël Cuven, accordéoniste français, notamment connu pour ses 4 passages sur l'émission télévisé de France 3 Sur un air d'accordéon.
- Güven Cuven, né le 26 mars 1898, franco-turc ayant pris part à la guerre d'indépendance turque en 1920.